# Daucus
Daucus es un género de plantas herbáceas perteneciente a la familia Apiaceae, cuya especie más conocida es la zanahoria.

## Descripción
El género Daucus está representado en las islas Canarias por especies de amplia distribución. Se diferencian dentro de la familia Apiaceae por sus hojas 2-3 pinnatisectas. Las influorescencias son umbelas, con brácteas y bracteolas. Los frutos poseen costillas primarias ciliadas y las secundarias poseen una fila de espinas.

## Taxonomía
El género fue descrito por Carlos Linneo y publicado en Species Plantarum 1: 242–243, en 1753.

#### Etimología
Daucus: nombre antiguo proveniente del latín, dado a la zanahoria, que procede del vocablo griego δαύκος (daûkos), y este a su vez, de δαίω (daio); "calentar o quemar", por sus propiedades medicinales y de irritación en la piel con el follaje de algunas especies.

## Especies
Comprende 213 especies descritas y de estas, solo 45 aceptadas:
- Daucus aleppicus J.Thiébaut, 1948
- Daucus aureus Desf., 1798
- Daucus bicolor Sm., 1806
- Daucus biseriatus Murb., 1905
- Daucus broteri Ten., 1830
- Daucus carota L., 1753
  - Daucus carota subsp. carota
  - Daucus carota subsp. sativus (Hoffm.) Schübl. y G.Martens, 1834
  - Daucus carota var. atrorubens Alef., 1866
- Daucus conchitae Greuter, 1979
- Daucus crinitus Desf., 1798
- Daucus decipiens (Schrad. y J.C.Wendl.) Spalik, Wojew., Banasiak y Reduron, 2016
- Daucus della-cellae (Asch. y Barbey ex E.A.Durand y Barratte) Spalik, Banasiak y Reduron, 2016
- Daucus durieua Lange, 1874
- Daucus edulis (Lowe) Wojew., Reduron, Banasiak y Spalik, 2016
- Daucus elegans (Webb ex Bolle) Spalik, Banasiak y Reduron, 2016
- Daucus glaber (Forssk.) Thell., 1912
- Daucus glaberrimus Desf., 1798
- Daucus glochidiatus (Labill.) Fisch., C.A.Mey. y Avé-Lall., 1844
- Daucus gracilis Steinh., 1838
- Daucus guttatus Sm., 1806
- Daucus hochstetteri A.Braun ex Engl., 1921
- Daucus humilis (Lobin y K.H.Schmidt) Rivas Mart., Lousã, J.C.Costa y Maria C.Duarte, 2017
- Daucus incognitus (C.Norman) Spalik, Reduron y Banasiak, 2016
- Daucus insularis (Parl.) Spalik, Wojew., Banasiak y Reduron, 2016
- Daucus involucratus Sm., 1806
- Daucus jordanicus Post, 1888
- Daucus junceus (Willk.) Mart.Flores y M.B.Crespo, 2019
- Daucus mauritii (Sennen ex Maire) Sennen, 1936
- Daucus melananthus (Hochst.) Reduron, Spalik y Banasiak, 2016
- Daucus microscias Bornm. y Gauba, 1940
- Daucus minusculus Pau ex Font Quer, 1914
- Daucus mirabilis (Maire y Pamp.) Reduron, Banasiak y Spalik, 2016
- Daucus montanus Humb. y Bonpl. ex Schult., 1820
- Daucus muricatus (L.) L., 1762
- Daucus pedunculatus (Baker f.) Banasiak, Spalik y Reduron, 2016
- Daucus pumilus (L.) Hoffmanns. y Link, 1834
- Daucus pusillus Michx., 1803
- Daucus reboudii Coss. ex Batt. y Trab., 1889
- Daucus ribeirensis (K.H.Schmidt y Lobin) Rivas Mart., Lousã, J.C.Costa y Maria C.Duarte, 2017
- Daucus rouyi Spalik y Reduron, 2016
- Daucus sahariensis Murb., 1897
- Daucus setifolius Desf., 1798
- Daucus setulosus Guss. ex DC., 1830
- Daucus subsessilis Boiss., 1888
- Daucus syrticus Murb., 1897
- Daucus tenuisectus Coss. ex Batt., 1989
- Daucus virgatus (Poir.) Maire, 1932